# 加布里埃爾·佛瑞
加布里埃爾·于尔班·福雷（法語：Gabriel Urbain Fauré，法語發音：[ɡabʁiɛl yʁbɛ̃ fɔʁe]；1845年5月12日—1924年11月4日），法國作曲家、管風琴家、鋼琴家以及音樂教育家。福雷前承聖桑，後繼者則有拉威爾與德布西；早期與聖桑一同為法國國民樂派奠基，後期在巴黎音樂學院任內力行改革，提拔後進，對於法國近代音樂發展起了軸承的作用。佛瑞的音樂作品以聲樂與室內樂聞名，在和聲與旋律的語法上也影響了他的後輩。

## 生平
佛瑞出生在法國南部-比利牛斯區阿列日省的帕米耶，他的父親图桑-奥诺雷·福雷（Toussaint-Honoré Fauré）是一位教師，擔任當地師範學校的校長，並與玛丽-安托瓦妮特-埃莱娜·拉莱纳-拉普拉德（Marie-Antoinette-Hélène Lalène-Laprade）育有一女五男。小佛瑞作為家中最年幼的兒子，在父親任職學校的附屬教堂中，年幼的佛瑞對風琴產生興趣，而他所流露的音樂天賦也獲得大人們的注意。由於他們家並非音樂世家，老佛瑞最初也只是將他送入普通學校，然而在學校老師的強烈建議下，老佛瑞最終還是決定讓他的兒子朝音樂領域發展。
九歲的時候，佛瑞被送到巴黎的尼德梅耶學校，這是一所當時新創的古典宗教音樂學校，創辦於1853年，主要的目的是培養宗教音樂的專才，教授學生關於宗教音樂的各個方向，從教堂的風琴與鋼琴演奏，唱師班的伴奏與指揮，到音樂作曲、音樂歷史、额我略圣咏以及對於各種古典曲式的認識與學習。佛瑞在那裡師從創辦人路易·尼德梅耶，直到這位待佛瑞如子的創辦人於1861年去世。在這段期間，佛瑞紮實地學到許多古典時期的傳統音樂，包括了中古教堂音樂的音階與調式，乃至於在當時巴黎音樂學院課堂上都不見得有機會接觸到的巴赫名曲。
在尼德梅耶去世之後，學校來了一位年輕的鋼琴與作曲教授，這位教授就是後來成為佛瑞的良師益友，影響其一生的聖桑。聖桑的到來為這間小學校帶來新的活力，在巴赫與莫札特等古典課程之外，聖桑更引介了舒曼、李斯特、古諾、柏辽兹、瓦格纳等當代作曲家的音樂。在諸多早期浪漫樂派的作曲家中，佛瑞獨鍾蕭邦，日後佛瑞在創作鋼琴曲時也深受蕭邦的影響。
佛瑞在1865年自尼德梅耶學校畢業，在當時他已經囊括了鋼琴、風琴、和聲學、賦格與對位法以及作曲等數項首獎，並成為聖桑積極提拔的得意子弟。畢業後的五年間佛瑞在各地擔任風琴師，似乎只要按著既定的步伐往下走，很快的他就能有機會跟隨著其師聖桑的腳步成為瑪德蓮教堂的管風琴手。然而時局遽變，1870年普法戰爭爆發，佛瑞被編入軍旅，擔任輕步兵團的通訊兵，並在普魯士軍包圍巴黎的攻勢期間參與戰事。

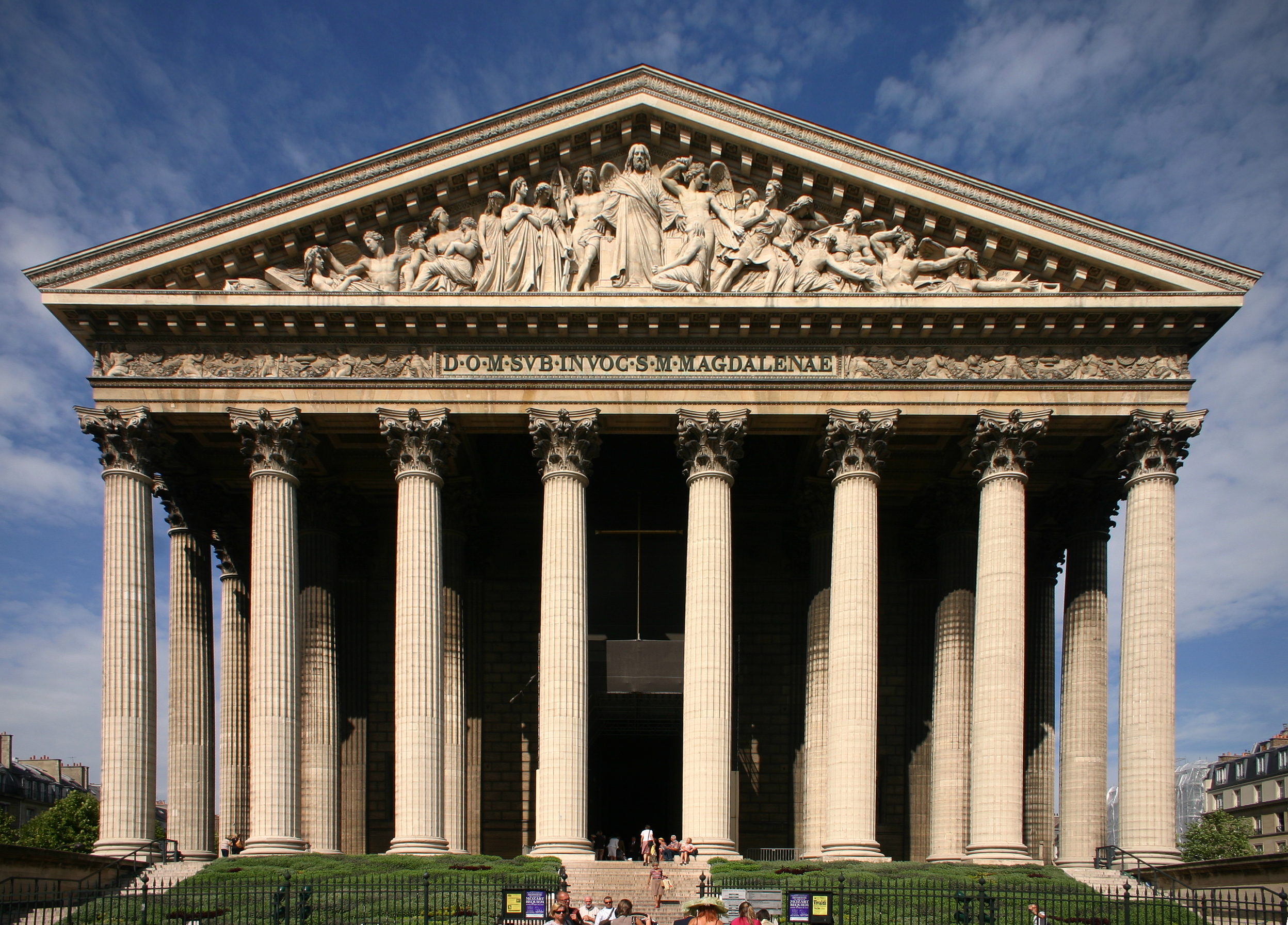
瑪德蓮教堂

普法戰後的局勢改變不了工人階級的命運，倒是改變了法國音樂的命運。受到戰事的刺激，前一年才剛造訪瓦格纳的聖桑，在1871年的2月25日與詩人罗曼·巴辛聯合創立了國民音樂協會，高舉起「高盧藝術」（Ars Gallica）的旗幟，試圖透過法國古典主義的回歸與器樂的提倡，對抗當時充斥於巴黎的義式舞台音樂，尋找對比於德奧音樂的法國高盧人之聲。所謂的法國國民樂派就在這樣的氛圍下邁開步伐。
在巴黎公社期間，佛瑞跟隨尼德梅耶學校遷往瑞士，擔任臨時學校的教席。他在十月回到巴黎，被指派擔任聖敘爾比斯教堂的第二管風琴手，與知名的管風琴家查尔斯-玛丽·维多共事。佛瑞也趕上了國民音樂協會在十一月的首演。作為國民音樂協會的第一代成員，佛瑞自此開始活躍於巴黎的音樂社交界中，成為聖桑所主持的音樂沙龍常客。1874年，佛瑞離開在聖敘爾比斯教堂的工作，開始代替聖桑負責瑪德蓮教堂的管風琴工作。而在1877年聖桑自瑪德蓮教堂退休，佛瑞也獲得推薦成為瑪德蓮教堂的合唱指揮。從1877年到1896年，佛瑞在這個位置上默默工作了將近二十年之久。很榮幸的在1896年，佛瑞被巴黎音樂學院聘為作曲教授。

## 作品
以下列出佛瑞部分的作品：
鋼琴曲
- C小調第1號鋼琴四重奏，作品15
- 華爾兹狂想曲（Valses caprices）
- 六首船歌（Barcarolles）
- 五首即興曲（Impromptus）

聲樂曲
- 安魂曲，作品48，1887年
- Cantique de Jean Racine
- 維萊爾維爾漁民的彌撒（與安德烈·梅薩熱合作）

器樂曲
- 長笛幻想曲，作品79，1898年
- Morceau de Concours，1905年
- A大調浪漫曲，作品69，1894年

配樂
- 《佩利亞斯與梅麗桑德》（Pelléas et Mélisande），作品80，1898年
- 《貝加馬斯克的假面》組曲（Suite Masques et bergamasques），作品112，1919年

## 評價
佛瑞作品的特點是擁有許多線條優美的旋律，他的和弦及器樂法相對於古典樂曲來說並沒有太大的變革，然而他所擁有的和弦協調性及高超的和聲技巧，使他的大提琴奏鳴曲、小提琴奏鳴曲、鋼琴奏鳴曲以至於藝術歌曲等等，樂曲內所蘊含的獨創性動機，情感表達的內涵之豐富，倍受世人的高度讚賞。